# İzzettin Doğan
İzzettin Doğan (* 1940 in Kırlangıç in Malatya) ist ein türkischer Professor für Völkerrecht und alevitischer Funktionär. Doğan ist Generalsekretär und Vorsitzender der Cem-Stiftung, Ehrenvorsitzender der Alevi Vakıfları Federasyonu sowie Gründer von Cem Radyo, Cem TV und Habercem.
Die Zeitschrift Tempo der Mediengruppe Doğan zählte Doğan 2008 zu den 50 einflussreichsten Personen der Türkei.

## Leben und Herkunft
Sein Vater war der Dede Hüseyin Doğan. Seine Mutter heißt Elif mit Vornamen.
Doğan besuchte die Gazi-Grundschule Malatya, seine Mittel- und Gymnasialbildung erhielt er am Galatasaray-Gymnasium in Istanbul. Nach dem Studium an der Fakultät für Rechtswissenschaften der Universität Istanbul wurde er wissenschaftlicher Mitarbeiter am Lehrstuhl für Völkerrecht. Er erhielt ein Stipendium der Vereinten Nationen und arbeitete für sechs Monate bei der UNO in Genf. In Nancy schrieb er seine Doktorarbeit. Er lehrte an der Universität Istanbul, an der Marmara-Universität, der Technischen Universität Istanbul und zahlreichen anderen Universitäten, wo er Vorlesungen über Völkerrecht und das Wirtschaftsrecht der Europäischen Wirtschaftsgemeinschaft hielt. Nachdem er auch Professor an der Universität Istanbul wurde, wurde er im Jahre 1994 Professor an der Rechtsfakultät der Galatasaray-Universität und war bis 1999 Vorsitzender der Fakultät für Internationale Beziehungen der Galatasaray-Universität. Er ist Mitglied des Kuratoriums der Okan-Universität und Vorsitzender der Cem-Stiftung, neben der Alevi Bektaşi Federasyonu die größte alevitische Institution in der Türkei.
Im April 2013 wurde Doğan vom damaligen Ministerpräsidenten Recep Tayyip Erdoğan in eine „Rat der Weisen“ genannte Kommission berufen, die die damals angestrebte friedliche Beendigung des Konflikts mit der kurdischen PKK zivilgesellschaftlich begleiten sollte, letztlich aber recht wirkungslos blieb.